# Hawaii forrópont

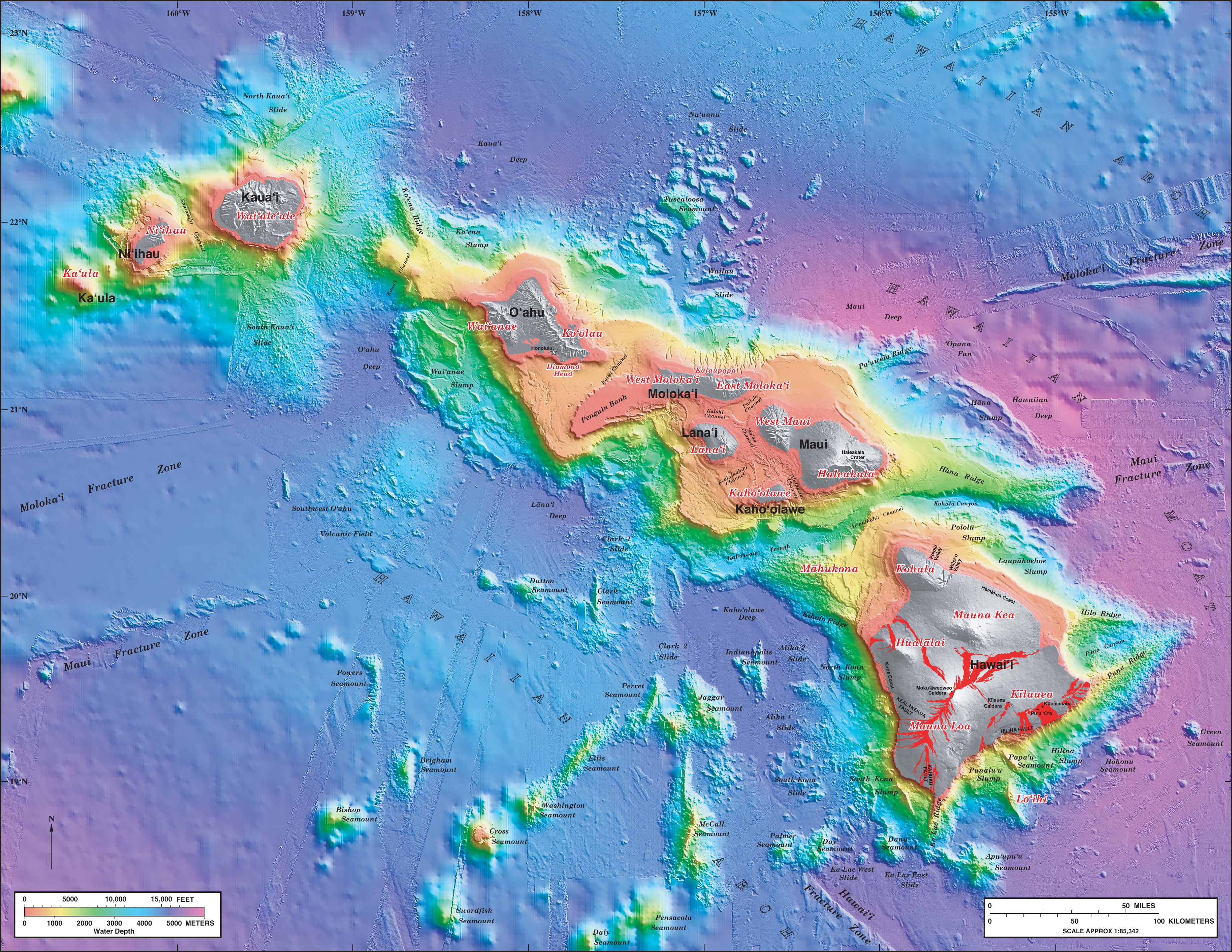

A hawaii forrópont a kőzetlemezek középső régiójában kialakuló forrópontok csoportjába tartozik. A Hawaii-szigetek szigetlánca északnyugat-délkeleti irányú. A szigetek legrégebbi tagjai már régen az óceán vízszintje alatt rejtőznek, és a Csendes-óceáni-lemezzel együtt az aleut-kamcsatkai szubdukciós zóna felé mozognak jelenleg is. A szigeteket kialakító "forrópontok" vagy hot spotok az elvékonyodott óceáni kőzetlemez alatti konvekciós magma-feláramlások. A feláramlások vulkanizmust eredményeznek, melyek szigeteket építenek. A kőzetlemezek mozgása során a forró pontok feletti kőzetlemezek elmozdulnak, így vulkáni ívek alakulnak ki.

## Elhelyezkedés
A legnagyobb szigeten, Hawaiin öt nagyobb vulkán működik jelenleg is, területe az 1983 óta folyamatosan tartó vulkáni működések miatt állandóan növekszik. A vulkanikus szigetlánc idővel lefűződik a forrópontról, ahogy a felette lévő óceáni kőzetlemez elmozdul. Az elmozdulás mértéke az évi 9 cm-t is eléri. A jelenleg még víz felszín fölött lévő, de már vulkanikusan nem aktív szigetek élővilága igen gazdag, az évi közel 10 m-t is elérő csapadékmennyiség a növényvilágot bőségesen táplálja vízzel.
A szigetek óceáni aljzat laza üledékére telepedtek, a bazalt pedig az idő múlásával igen mállékonnyá válik. A mállékonyságot a rengeteg csapadék is elősegíti. Helyszíni kutatások kimutatták, hogy például Molokai szigetét mintegy egymillió évvel ezelőtt komoly földcsuszamlás sújtotta, mely által a sziget kétharmada eltűnt a Csendes-óceánban. A szigetből mintegy 200 km hosszúságú darab vált le és a lesüllyedő darabok közel 300-400 km-t is megtettek az óceán fenekén mire megállapodtak.[forrás?] A szigetből lesüllyedő darab óriási vízmennyiséget szoríthatott ki, amely gigantikus cunamit idézhetett elő a Csendes-óceán keleti medencéjében. E tények ismeretében már megérthető miért is kopnak el a szigetek idővel annyira, hogy a csúcsuk már nem éri el az óceán vízszintjét sem. Viszont, ahogy az óceáni kőzetlemez tovább mozdul északnyugati irányban Hawaii délkeleti partjaitól mintegy 30 km-re az óceán fenekén már egy új sziget van születőben, amely felváltja majd a mostani Hawaii vulkáni tevékenységét. Az óceánfenéken ott érezhető és kimutatható hőáramlás van és az óceán fenék is aktív mozgást végez függőleges irányban földrengésekkel kísérve.